# Великоніг східний

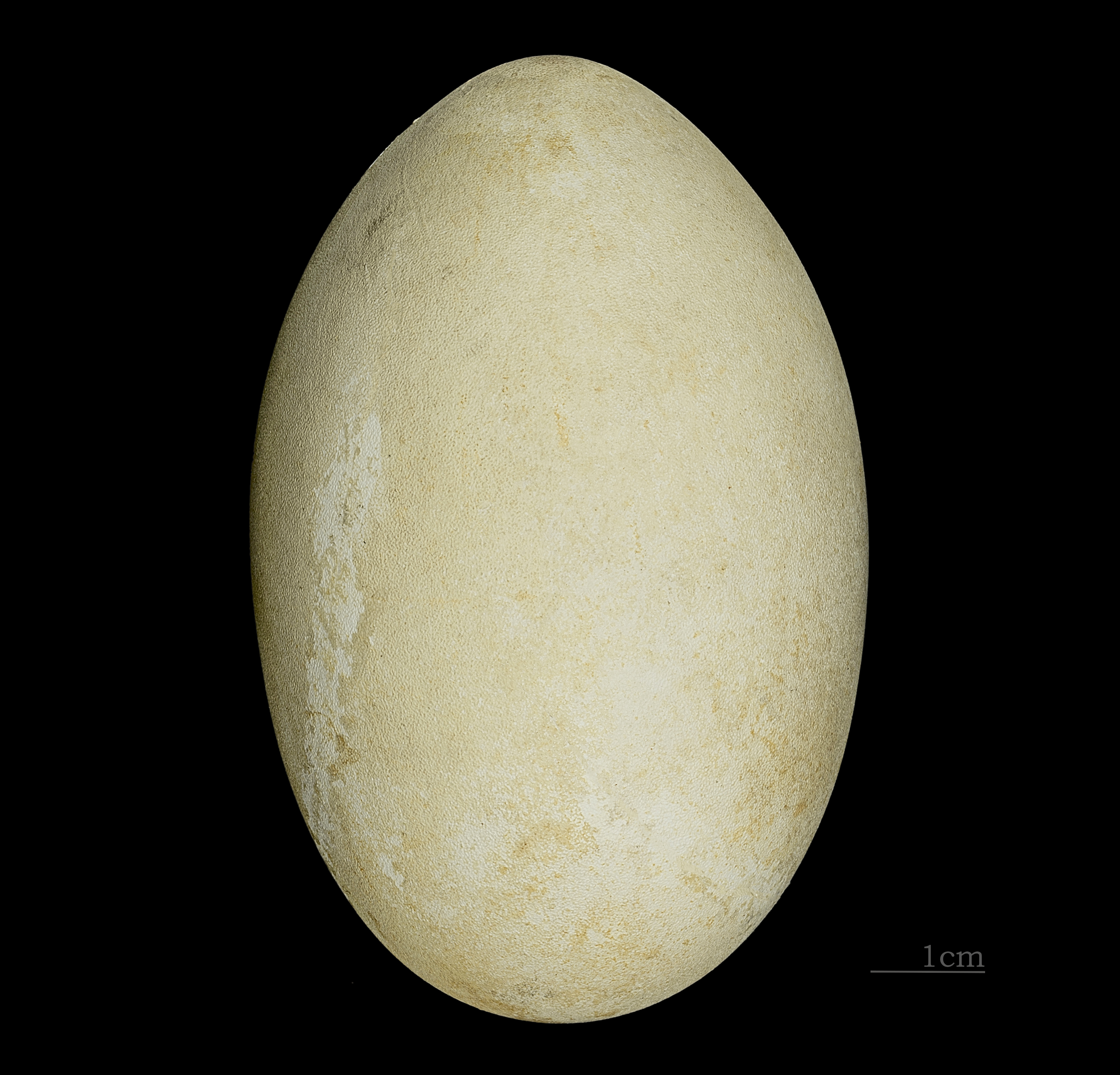
Alectura lathami

Великоніг східний (Alectura lathami) — птах родини сміттєвих кур, єдиний представник роду Alectura.

## Опис
Цей великий птах, він має загальну довжину 60—75 см, розмах крил її — 85 см. Хвіст віялоподібний, двохскатний, колір чорний. Голова у цього птаха може бути різного кольору — червоного (як правило) або жовтого з фіолетивим відтінком. Голова та шия оголені з численним грубим волосевидним пір'ям. Шия відділена від грудей комірцем з білого та жовтого пір'я.

## Спосіб життя
Живе у чагарниках, звідси її назва. Вони гніздяться в приміських садах. Веде здебільшого денний та наземний спосіб життя. Живиться комахами, насінням, ягодами, фруктами, безхребетними. Літає, але незграбно.
Цей вид є суспільним птахом. Група складається з домінуючого самця, декількох молодих індиків та кілька самиць. Вони будують великі гнізда на землі з листя і землі. Висота гнізд від 1 до 1,5 метрів, діаметр — 3-4 м. Яйця доглядаються, як правило, тільки самцями, які регулюють температуру шляхом додавання або видалення матеріалу з метою підтримки температури, яка повинна бути у межах 33-35 °С. В середньому у гнізді є від 16 до 24 (іноді 50) великих білих яєць, які відкладаються з вересня по березень. Alectura lathami використовують те ж саме місце гніздування з року в рік.
У цього птаха багато ворогів, зокрема, яйця є улюбленою їжею варанів, змій, собак дінго.

## Розповсюдження
Мешкає у східній Австралії — від штату Квінсленда до Нового Південного Уельсу.